# Polygon (webové stránky)
Polygon je americký zábavní web vytvořený společností Vox Media, který se zabývá videohrami, filmy, televizí a další populární kulturou. Při svém spuštění v říjnu 2012 se Polygon jako třetí produkt společnosti Vox Media snažil odlišit zaměřením na příběhy lidí stojící za videohrami a dlouhoformátové tematické články ve stylu časopisů. V květnu 2025 byl prodán společnosti Valnet.

## Historie

### Vox Media (2012–2025)
Herní blog Polygon byl spuštěn 24. října 2012 jako třetí produkt společnosti Vox Media. Web vznikl z technologického blogu The Verge, který byl spuštěn o rok dříve jako odnož sítě sportovních blogů SB Nation před založením společnosti Vox Media. Generální ředitel společnosti Vox Media, Jim Bankoff, oslovil začátkem roku 2011 šéfredaktora Joystiqu Christophera Granta s návrhem na spuštění webových stránek o videohrách. Bankoff považoval videohry za logický vertikální trh pro Vox, jejíž stránky přitahovaly demografickou skupinu ve věku 18 až 49 let. Videohry také považoval za rostoucí trh s ohledem na kategorie her pro mobilní zařízení a sociální sítě. Časopis Forbes popsal Bankoffovu nabídku jako „vážný závazek k online žurnalistice“ v době obsahových farem a mizejících tištěných publikací, ale Grant nabídce nedůvěřoval a odmítl ji. Když Grant viděl úsilí, které Vox Media vynaložila na The Verge, jejich systém pro správu obsahu Chorus a kvalitu jejich obsahu a sponzoringu, změnil názor a vrátil se k Bankoffově nabídce. Grant chtěl, aby nový web konkuroval špičkovým herním webům GameSpot a IGN, ale aby mohl zároveň provozovat dlouhoformátové „časopisecké žurnalistické články“, které by mohly mít historický význam. V rámci snahy webu „znovu definovat herní žurnalistiku“ natočila společnost Vox Media třináctidílný dokumentární seriál o vzniku webu („Press Reset“), který sledoval jeho vznik od začátku až po spuštění.
Časopis Forbes popsal původní tým Polygonu jako „hvězdně obsazený“, protože zahrnoval šéfredaktory tří konkurenčních blogů o videohrách. Grant opustil Joystiq v lednu 2012 a přivedl s sebou šéfredaktory Kotaku a The Escapist, Briana Crecenteho a Russe Pittse. Mezi další zaměstnance patřil Justin McElroy, šéfredaktor Joystiqu, stejně jako jeho bratr víkendový redaktor Griffin McElroy a zaměstnanci z UGO, IGN, MTV, VideoGamer.com a 1UP.com. Tým Polygonu zahrnuje zaměstnance na dálku se sídlem ve Filadelfii, Huntingtonu, San Franciscu, Sydney, Londýně a Austinu, zatímco Vox Media sídlí v New Yorku a Washingtonu, D.C. Stránky vznikal deset měsíců, během nichž si zaměstnanci vybrali název stránek a stanovili standardy pro jejich zpravodajství a stupnici hodnocení recenzí. Zaměstnanci Polygonu publikovali na The Verge pod názvem „Vox Games“ od února 2012 až do spuštění web v říjnu. Název webu byl oznámen na panelu PAX East v dubnu. Odkazuje na polygon – „základní vizuální stavební kámen videoher“.
Poté, co koncem roku 2013 získala ve druhém kole financování finanční prostředky, společnost Vox Media oznámila, že bude dále investovat do video produktu webu tak, aby se zážitek z webu podobal „televiznímu programu stejně jako vydávání časopisů“. V červnu 2014 Polygon oznámil, že bude vydávat méně článků, a to z důvodu odchodu editora Russe Pittse, video režiséra a video designéra. V roce 2015 Polygon najal Susanu Polo, zakladatelku The Mary Sue, což znamenalo změnu v rozsahu webu, který vedle videoherního zpravodajství přidal i popkulturu a zábavu. Web GamesIndustry dodal, že její najmutí znamenalo změnu kulturního cítění herních a technologických médií směrem k přijetí progresivních, feministických principů v návaznosti na Gamergate.
Vox Media později s redakčním týmem z Polygonu a SB Nation vytvořila několik webů věnovaných konkrétním videohrám: The Rift Herald (pro League of Legends) v březnu 2016, The Flying Courier (pro Dotu 2) a Heroes Never Die (pro Overwatch) v červnu 2017. Brian Crecente odešel z Polygonu v červenci 2017 na herní web Glixel časopisu Rolling Stone a Chris Plante ho nahradil ve funkci výkonného redaktora. Producent videí z Polygonu Nick Robinson opustil Polygon v srpnu 2017 po obviněních z nevhodného sexuálního obtěžování online a brzy na to ho nahradili video producenti Brian David Gilbert a Jenna Stoeber. V roce 2018 Griffin a Justin McElroy oznámili svůj odchod z Polygonu, aby se mohli soustředit podcastingu a rodinám. V červenci 2019 byl šéfredaktor Christoper Grant povýšen společností Vox Media na pozici senior viceprezidenta Polygonu a The Verge. Granta na pozici šéfredaktora nahradil Plante. Dne 28. prosince 2020 Brian David Gilbert oznámil prostřednictvím Twitteru a svého posledního videa série Unraveled, že opouští Polygon, s tím, že odchází, „protože se zdá, že je ten správný čas!“.

### Valnet (2025–současnost)
V květnu 2025 společnost Vox Media prodala Polygon společnosti Valnet a zároveň propustila většinu svých zaměstnanců. Toto propouštění zahrnovalo i šéfredaktora Planteho. Blog Aftermath uvedl, že byl informován „bývalým zaměstnancem“, že „bylo propuštěno nejméně 25 lidí“, a poznamenal, že mnoho z propuštěných zaměstnanců „bylo členy odborů“. Odborový svaz Vox Media, zastoupený organizací Writers Guild of America East, jedná se společností Vox Media o nové smlouvě; blog Kotaku poznamenal, že odborový svaz „kritizoval prodej a propouštění“. Chris Grant se na Bluesky podělil o své frustrace a uvedl, že se s ním Valnet během procesu odmítl setkat nebo odpovídat na otázky, a dodal: „toto je konec mé cesty s věcí, kterou jsem vytvořil“.
V rozhovoru s Ronym Arzoumanianem z Valnetu se na dohodě o koupi Polygonu pracovalo již několik měsíců, a že společnost si udržela asi deset zaměstnanců a očekává, že v příštích pěti až deseti letech přibudou další, aby vybudovali tým a dále stránky rozvíjeli. Arzoumanian také uvedl, že nemají v plánu zrušit archiv článků Polygonu ani do svého produktu začlenit umělou inteligenci.

## Obsah
| Chceme se zaměřit na lidskou stránku vývoje a soustředit se na lidi. Chci, aby lidé cítili úctu, kterou k nim cítíme. |
| Justin McElroy o redakční strategii Polygonu, říjen 2012                                                              |

Polygon publikuje novinky, zábavu, recenze a videa ze světa videoher. Web se snažil odlišit svůj obsah od ostatních herních žurnalistických médií tím, že se zaměřil na lidi, kteří hry vytvářejí a hrají, a ne na hry samotné. Na začátku plánoval Polygon zveřejňovat několik dlouhoformátových článků týdně, které měly být svým záměrem srovnatelné s titulními články časopisů. Rozhodli se také umožnit upravení herních hodnocení s tím, jak byly hry aktualizovány, aby adekvátněji odrážely hry, které se od svého původního vydání změnily v podobě stahovatelného obsahu a aktualizací. Vzhledem k hrám, jejichž kvalita se může před vydáním a po něm lišit, začal Polygon později označovat předběžné recenze jako „předběžné“, aby konečné hodnocení bylo odloženo až po jejich veřejném vydání.
Koncem roku 2013 se důraz Polygonu na videoprodukci rozšířil a v polovině roku 2014 poklesl se ztrátou video redakce a redakčnímu rozhodnutí publikovat méně článků. Do roku 2015 se web začal přesouvat od herního zpravodajství k popkulturnímu zpravodajství, podobně jako konkurenční weby IGN a Kotaku. Podcast Polygun s názvem Minimap byl na iTunes zařazen mezi nejlepší podcasty roku 2015 a New York ocenil webový seriál Car Boys. Vlajkový podcast webu s názvem The Polygon Show byl spuštěn v roce 2017 a pojednává o hraní her a kultuře. V roce 2018 byl časopisem The Daily Dot označen za jeden z „10 herních podcastů, které by měl znát každý herní nadšenec“. V květnu 2018 spustil Polygon na YouTube seriál „Brand Slam“, ve kterém proti sobě soupeří maskoti firem.
Od září 2018 se web rozhodl upustit od hodnocení her, aby recenzentům poskytl větší svobodu v tom, jak hru hodnotí; systém hodnocení nahradí systémem „Polygon Recommends“, označením pro hru, za kterou recenzent, který ji odehrál dostatečně dlouho na to, aby se mohl rozhodnout, může stát a na webu ji podpořit. Tyto doporučené tituly následně poslouží jako základ pro výběr „Polygon Essentials“, souhrn her, které by si podle webu měl zahrát každý.

### Design
Stránky používají růžovou barevnou paletu a napodobují rozvržení ve stylu časopisu The Verge. Jejich dlouhoformátová žurnalistika byla optimalizována pro čtení na tabletech. V srpnu 2024 Polygon migroval svůj web na WordPress.

### Obchodní model
Web využívá model „přímého sponzorství obsahu“ v online reklamě, který používají SB Nation a The Verge. Například sponzorování seriálu spojuje značky se specifickým redakčním obsahem. Časopis Forbes napsal, že to, že se Vox Media vyhýbá taktikám obsahových farem a agregátorů zpráv a projevuje zájem o budování komunit, je pro „inzerenty časopisecké kvality“ žádoucí. Web inzerentům prezentoval své dlouhoformátovou žurnalistiku jako ukazatel vysoce kvalitního obsahu. Mezi zakládající sponzory webu patřily společnosti Geico, Sony a Unilever.
V červnu 2014 se Polygon podle údajů o webové návštěvnosti od Comscore umístil na čtvrtém místě mezi herními weby, za IGN, GameSpot a Kotaku. Ve stejném měsíci Grant uvedl, že předchozí měsíc byl jejich nejpopulárnější.

## Kritika
Server VentureBeat kritizoval web za to, že v roce 2014 přijal od Microsoftu sponzorský dar ve výši 750 000 dolarů na natočení dokumentárního filmu Press Reset. Web Game Revolution kritizoval poměrně nízké hodnocení, které Polygon udělil v roce 2013 hře The Last of Us, které bylo později s remasterovanou edicí hry zvýšeno. Polygon v květnu 2016 zveřejnil herní video ze hry Doom, které bylo na internetu zesměšňováno za to, že ho hrál někdo, kdo se jevil jako nováček v oblasti FPS her. Kreativní ředitel hry Hugo Martin na panelu GameLab v roce 2020 vyjádřil, že video považují za cenné.